# Lake Youl
Der Lake Youl ist ein See im Osten des australischen Bundesstaates Tasmanien.
Er liegt im Nordteil des Ben-Lomond-Nationalparks und wird vom Nile River durchflossen.